# 象州路
象州路，元朝时设置的路。
至元十五年（1278年）升象州置，治所在阳寿县（今广西壮族自治区象州县）。属湖广等处行中书省。辖境相当今广西壮族自治区象州、武宣、来宾等县市一带。大德后复降为象州。 